# Molly of Denali
Molly of Denali és una sèrie de dibuixos animats. Va ser creada per la televisió estatunidenca creada per Dorothea Gillim i Kathy Waugh.

## Repartiment

### Versió original
- Sovereign Bill: Molly Mabray
- Sequoia Janvier: Tooey Ookami
- Vienna Leacock: Trini Mumford
- Jules Koostachin: Layla Mabray
- Ronnie Dean Harris: Walter Mabray
- Lorne Cardinal: Grandpa Nat
- Adeline Potts: Auntie Midge
- Ellen Kennedy: Singing Moose, Video Voice, Connie
- Luc Roderique: Daniel, Announcer
- Michelle Thrush: Shyahtsoo
- Shaun Youngchief: Mr. Patak
- Katrina Salisbury: Nina
- Rhona Rees: Barb

## Emissions i distribució

### Espanya
- Corporació Catalana de Mitjans Audiovisuals al Canal Super3

## Patrocinadors
- T. Rowe Price (2019-Present).
- Homer (2019-Present).
- Ikea (2019-Present).
- United States Department of Education (2019-Present).
- Corporation for Public Broadcasting (2019-Present).
- "PBS Viewers Like You" (2019-Present).